# Liga Santa (1571)
Nota: Não confundir com a Liga Católica nem com outras alianças conhecidas pelo mesmo nome de Liga Santa

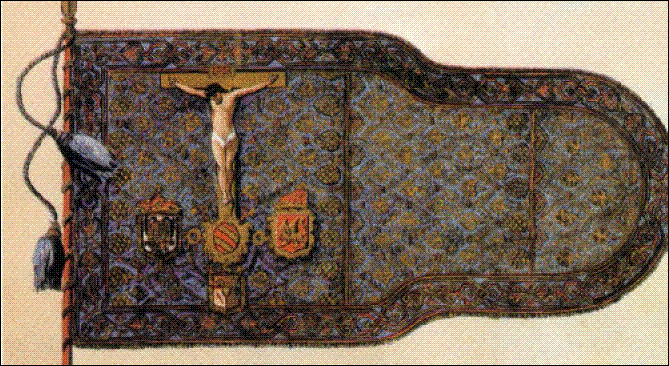
Estandarte da Liga Santa, usado por D. João de Áustria no navio Real.

A Santa Liga, também chamada Liga Santa ou Liga Santa do Mediterrâneo (em latim: Liga Sancta, em castelhano:  Liga Santa, em italiano:  Lega Santa) foi uma aliança militar formada entre vários estados católicos mediterrânicos a 25 de Maio de 1571 como tentativa de dissolver o domínio dos turcos otomanos sobre o Mediterrâneo oriental.
Para combater o poder naval do Império Otomano no Mediterrâneo oriental diversos estados aderiram a esta aliança:
- os Estados Papais, sob a liderança de Pio V;
- a Espanha dos Habsburgos, sob Filipe II (incluindo Nápoles e a Sicília);
- a República de Veneza,
- a República de Génova,
- os Cavaleiros de Malta,
- o Grão-Ducado da Toscana e a Ordem de Santo Estêvão sob Cosme I de Médici;
- o Ducado de Saboia, sob Emanuel Felisberto;
- o Ducado de Urbino, sob Guidobaldo II Della Rovere;
- o Ducado de Parma, sob Octávio Farnésio;

Estes Estados prepararam a formação de uma força conjunta de 200 galés, tendo nomeando D. João de Áustria, irmão bastardo de Filipe II de Espanha e reputado chefe militar, como seu comandante. A frota seria financiada em 3 partes pelos espanhóis, 2 partes pelos venezianos, e 1 parte pelos estados pontifícios.
A 7 de Outubro de 1571, a Liga obteve a vitória esmagadora sobre a frota turca na Batalha de Lepanto ao largo da costa ocidental da Grécia. Com o tratado de paz assinado em 1573, a frota seria dissolvida.

## Estandarte
O estandarte da Liga Santa, usado por D. João de Áustria no navio Real (apresentado acima à direita) foi confecionado em damasco azul bordado com fios dourados, Tinha o comprimento de 7,3 metros e a largura de 4,4 junto ao mastro. Representa Cristo crucificado por cima dos brasões de Pio V, de Veneza, de Carlos V, e de D. João de Áustria. Os brasões estão ligados por correntes que simbolizavam a aliança. O estandarte foi oferecido à Catedral de Toledo em 1616 por Filipe III de Espanha. Em 1961 foi mudado para o Museu de Santa Cruz.